# Tomasz Prot
Tomasz Prot (ur. 8 września 1930 roku w Warszawie, zm. 18 września 2020) – polski chemik, dr hab., wykładowca Politechniki Radomskiej.

## Życiorys
Obronił pracę doktorską, następnie uzyskał stopień doktora habilitowanego. Został zatrudniony na stanowisku profesora w Ośrodku Badawczo-Rozwojowym Środków Organizacyjno-Technicznych „Prebot” i w Katedrze Tworzyw Sztucznych na Wydziale Materiałoznawstwa i Technologii Obuwia Politechniki Radomskiej im. Kazimierza Pułaskiego.
Zmarł 18 września 2020. Pochowany na Cmentarzu żydowskim w Warszawie

## Odznaczenia i wyróżnienia
- Medal Komisji Edukacji Narodowej[1]
- Złoty Krzyż Zasługi[1]
- Nagroda Ministra Nauki, Szkolnictwa Wyższego i Techniki II stopnia za osiągnięcia w dziedzinie badań naukowych w zakresie chemii fotoprzewodników organicznych[1]
- Nagroda Rektora Politechniki Warszawskiej (sześciokrotnie)[1]
- Nagroda Rektora Wyższej Szkoły Inżynierskiej i Rektora Politechniki Radomskiej (siedemnastokrotnie)[1]
- Odznaka Zasłużony dla Województwa Radomskiego[1]